# Asellus dybowskii
Asellus (Mesoasellus) dybowskii là một loài chân đều trong họ Asellidae. Loài này được Semenkevich miêu tả khoa học năm 1924.